# Max Jiménez
Max Jiménez (n. 16 aprilie 1900, San José, Costa Rica – d. 3 mai 1947, Buenos Aires, Argentina) a fost un scriitor costarican.